# نولان
نولان (الاسم العلمي: Nolana) هو جنس نباتي يتبع فصيلة الباذنجانية من رتبة الباذنجانيات.